# Région du Nord (Manitoba)

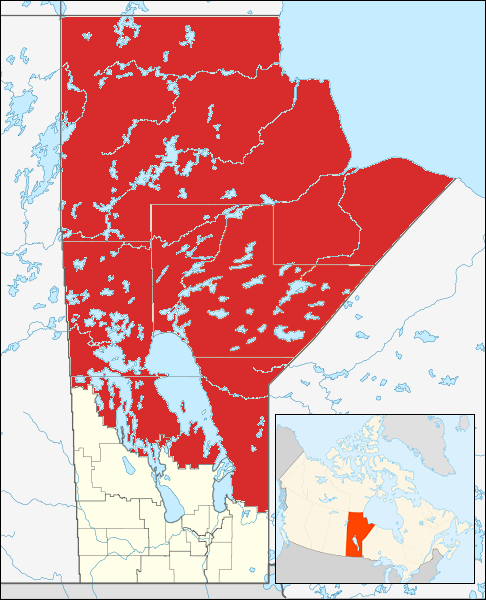
Région du Nord au Manitoba

La région du Nord est une division du Manitoba (Canada) dans le nord de la province.

## Principales communautés

Churchill

- Churchill
- Flin Flon
- Le Pas
- Thompson